# Яна Корольова
Яна Корольова, до шлюбу Григоришина — українська театральна та кіноакторка.

## Біографія
Народилася 16 квітня 1988 року у Дніпрі.
У 2008 році закінчила Дніпропетровський театрально-художній коледж. Отримала диплом із відзнакою та вокальну спеціалізацію. У 2011 отримала вищу освіту в Національній Академії керівних кадрів культури і мистецтв.
Брала участь у вокальних конкурсах: Всеукраїнський дитячий фестиваль-конкурс класичної та камерної музики «Весняна Рапсодія», Київ, 2007 (дипломантка). Шостий регіональний конкурс вокалістів «Музична Таврія», Херсон, 2007 (номінантка).
У 2008—2009 займалась в театрі пантоміми.
З 2008—2022 працювала у Дніпровському національному академічному українському музично-драматичному театрі ім. Т. Г. Шевченка.
У 2022 знялася в популярному фільмі Щедрик.
У 2022 знялася в короткому метрі режисера Salvador Alejandro Gutierrez «Below the window». Зйомки проходили в місті Віклов, Ірландія. (https://www.imdb.com/title/tt28268415/?ref_=ext_shr_lnk)
У 2023 знялася в короткому метрі ірландського режисера Тома Гопкінса «Berdyans'k». (https://www.imdb.com/title/tt31848179/?ref_=ext_shr_lnk) 

## Театральні роботи
- Галя, «Майська ніч» (М. Гоголь, режисерка Л. Кушкова)

- Соня, «Хазяїн» (І. Карпенко-Карий, реж. А. Канцедайло)
- Ліза, «Маріца» (І. Кальман, реж. В. Денисенко)
- Галя, «За двома зайцями» (М. Старицький, реж. А. Канцедайло)
- Уляна, «Сватання на Гончарівці» (Г. Квітка-Основ'яненко, реж. В. Божко)
- Корнелія, «Нація» (Марія Матіос, реж. С. Кузик)
- Мелашка, «Кайдашева сім'я» (І. Нечуй-Левицький, режисерка Л. Кушкова)
- Жасмин, «Ромео і Жасмин» (О. Гаврош, реж. А Канцедайло)
- Кітті, «Тітонька Чарлі» (О. Фельцман, режисерка Л. Кушкова)
- Дездемона, «Історія Отелло» (Л.Іцелєв, реж. А. Канцедайло)
- Прісінька, «Шельменко-денщик» (Г. Квітка-Основ'яненко, режисерка Л. Кушкова)
- Керол і Клея, «Чорна комедія» (П. Шеффер, реж. А. Канцедайло)
- Марися, «Мартин Боруля» (І. Карпенко-Карий)
- Годл, «Скрипаль на даху» (Дж. Бок, режисер В. Назаров)
- Гюльджан, «1 день із 1000 ночей» (А. Крим, режисер В. Назаров)
- Меланка, «Свіччине весілля» (І. Кочерга, реж. Ю. Кочевенко)
- Зося, «Дами і гусари» (А. Фредо, реж. А. Канцедайло)
- Елеонора, «Кухня» (реж. Г. Бабій)
- Оксана, «Вечори на хуторі поблизу Диканьки» (М.Гоголь, реж. В. Назаров)
- Маргарита, «Піросмані» (режисер В. Назаров)
- Гелена, «Діоген» (Б. Рацер, режисер С. Чулков)
- Принцеса Жасмин, «Аладдін» (Я. Стельмах, режисер В. Клейменов)